# Knooppunt Wilrijk-Valaar
Het knooppunt Wilrijk-Valaar is het knooppunt in België waar de autosnelwegen A12 en A112 samenkomen. Het knooppunt, gelegen in Wilrijk, is een onvolledig knooppunt: men kan enkel van de A12 komende van Brussel op de A112 richting Antwerpen en omgekeerd.
| Aansluitende wegen | Aansluitende wegen | Aansluitende wegen        | Aansluitende wegen | Aansluitende wegen                               |
| ------------------ | ------------------ | ------------------------- | ------------------ | ------------------------------------------------ |
|                    |                    | richting Antwerpen / Gent |                    | richting Antwerpen-Oost / Breda / Bergen op Zoom |
|                    |                    |                           |                    |                                                  |
|                    |                    |                           |                    |                                                  |
|                    |                    |                           |                    |                                                  |
|                    |                    | richting Brussel          |                    |                                                  |

Aalbeke · Antwerpen-Centrum · Antwerpen-Haven · Antwerpen-Noord · Antwerpen-Oost · Antwerpen-West · Antwerpen-Zuid · Arquennes · Battice · Beaufays · Beveren · Bois-d'Haine · Brugge · Cerexhe · Charleroi-Nord · Charleroi-Sud · Cheratte · Daussoulx · Destelbergen · Doornik · Familleureux · Fexhe-Slins · Gent-Centrum · Gouy · Grâce-Hollogne · Groot-Bijgaarden · Hautrage · Hauts-Sarts · Heppignies · Heverlee · Hoog-Itter · Houdeng-Goegnies · Jabbeke · Jemappes · Kortrijk-West · Kortrijk-Zuid · Leonardkruispunt · Loncin · Lummen · Machelen · Marcinelle · Marquain · Merelbeke · Moorsele · Neufchâteau · Ranst · Sint-Stevens-Woluwe · Strombeek-Bever · Thiméon · Ville-sur-Haine · Vottem · Wilrijk-Valaar · Zaventem · Zwijnaarde